# Bomaanslagen op Bali op 12 oktober 2002
Op 12 oktober 2002 vond op het Indonesische eiland Bali een aanslag plaats, waarbij 202 doden vielen, voornamelijk Australiërs. De aanslag werd gepleegd door Amrozi bin Nurhasyim, Imam Samudra en Ali Ghufron.

## Bom
De aanslag werd gepleegd door een zelfmoordenaar, die zich in een nachtclub opblies. Na de eerste explosie, ontplofte iets verder in de straat een busje gevuld met 1 ton explosieven. Hierbij ontstond een krater van 8 meter doorsnee.

## Slachtoffers
Bij de aanslagen vonden 202 mensen de dood, onder wie vele Westerse toeristen. Op het moment van ontploffen bevonden zich vooral Australiërs in het gebied. Onder de doden bevonden zich 4 Nederlanders.
Vrijwel tegelijkertijd vond er ook een explosie plaats elders op het eiland. Dit gebeurde in de buurt van het Amerikaanse consulaat. Hierbij zijn geen doden gevallen. Na de aanslagen werd door Nederland een negatief reisadvies afgegeven voor Bali.

## Daders
Drie daders zijn al in 2003 ter dood veroordeeld. Ze hebben altijd hun terreurdaad bekend, maar wilden geen enkel berouw tonen: ze zeiden bereid te zijn ‘als martelaren’ te sterven. Hun advocaten hebben de doodstraf kunnen voorkomen tot november 2008, maar kort na middernacht op 9 november 2008, werden alle drie de veroordeelden geëxecuteerd.
In februari 2012 verscheen Hisyam Bin Alizein, alias Umar Patek, als vierde hoofdverdachte voor de Indonesische rechter. Hij was gevlucht en werd in de Pakistaanse stad Abbottabad opgepakt. Hij werd aangeklaagd voor moord, verduisteren van informatie over terrorisme, verboden bezit van explosieven en samenzwering tot terrorisme. Op 21 juni 2012 heeft een Indonesische rechtbank Patek veroordeeld tot 20 jaar gevangenisstraf wegens moord en het maken van bommen. Hij werd schuldig bevonden aan alle aanklachten.

## Aanslagen in 2005
Nadat het toerisme weer op gang kwam, vond in oktober 2005 opnieuw een aanslag plaats op Bali, waarbij enkele tientallen mensen de dood vonden.